# John Banville

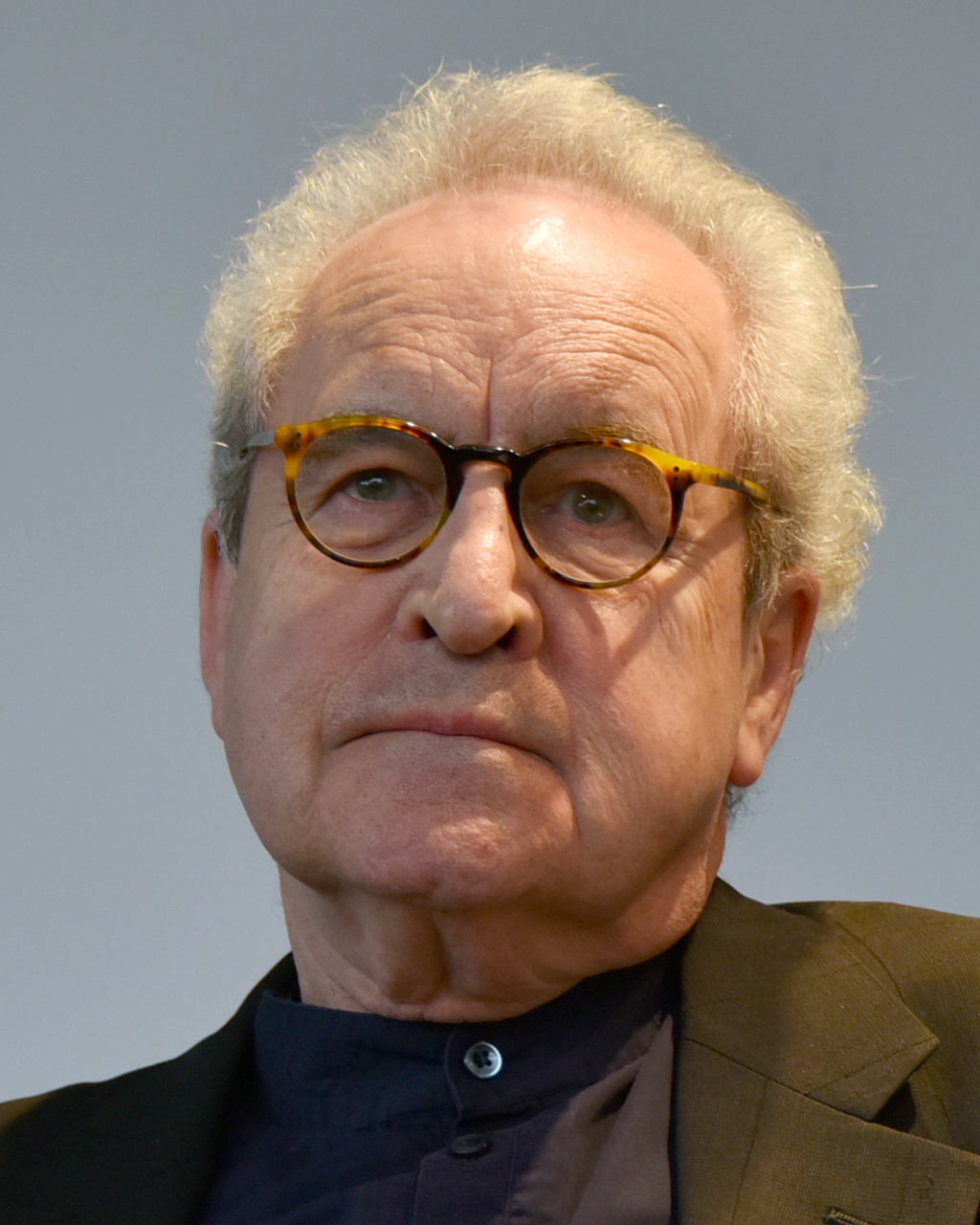
John Banville (2019).

John Banville, född 8 december 1945 i Wexford, är en irländsk romanförfattare och journalist. Hans roman The Book of Evidence (1989) var nominerad till Bookerpriset och vann Guinness Peat Aviationpriset. Hans artonde roman The Sea, vann Bookerpriset 2005. Ibland använder han sig av pseudonymen Benjamin Black.
Banville är känd för sin precisa och kalla prosastil, sin Nabokovianska uppfinningsrikedom och för den svarta humorn i sina berättelser.

## Biografi
Banville föddes i Wexford, Irland. Hans far arbetade på en bilverkstad och dog när Banville var i trettioårsåldern; hans mor var hemmafru. Han är yngst av tre syskon; hans äldre bror Vincent är också romanförfattare och har skrivit under namnet Vincent Lawrence men även under sitt eget.
John Banville utbildade sig vid St Peter's College i Wexford. Efter examen arbetade han som kontorist vid Aer Lingus, vilket gjorde att han kunde resa till rabatterat pris. Han drog fördel av detta och reste bland annat till Grekland och Italien. Han bodde i USA åren 1968 och 1969. Tillbaka på Irland var han anställd på ett förlag 1970-1983 och arbetade som kulturredaktör på The Irish Times. Han debuterade 1970 med novellsamlingen Long Lankin.
Banville har regelbundet bidragit till The New York Review of Books sedan 1990.
Banville använder sig även av pseudonymen Benjamin Black. Hans första roman under detta namn var Christine Falls, vilken följdes av The Silver Swan, 2007. Banville har två vuxna söner med sin fru, den amerikanska textilkonstnären Janet Dunham. De möttes under hans besök i San Francisco 1968 då hon var student vid University of California, Berkeley. Banville har även två döttrar från sin relation med Patricia Quinn, före detta chef för Arts Council of Ireland.

### Novellsamling
- Long Lankin (1970)

### Romaner
- Nightspawn (1971)
- Birchwood (1973)
- Doctor Copernicus: A Novel (1976)
- Kepler, a Novel (1981)
- The Newton Letter: An Interlude (1982)
- Mefisto (1986)
- The Book of Evidence (1989)
- Ghosts (1993)
- Athena: A Novel (1995)
- The Ark (1996)
- The Untouchable (1997)
- Eclipse (2000)
- Shroud (2002)
- Prague Pictures: Portrait Of A City (2003)
- The Sea (2005)
- The Infinities (2009)
- Ancient Light (2012)
- The Blue Guitar (2015)

### Dramatik
- The Broken Jug: After Heinrich von Kleist (1994)
- Seachange (uppförd 1994 vid Focus Theatre, Dublin; outgiven)
- Dublin 1742 (uppförd 2002 vid The Ark, Dublin; ett skådespel för barn i 9-14 års ålder; outgiven)
- God's Gift: A Version of Amphitryon by Heinrich von Kleist (2000)
- Love In The Wars (baseras på Heinrich von Kleists Penthesilea, 2005)
- Conversation In The Mountains (radioteater, 2008)

### Under pseudonymen "Benjamin Black"
- Christine Falls (2006)
- The Silver Swan (2007)
- The Lemur (2008. Har gått som serie i New York Times)

### Utgivet på svenska
- Motivet (1991)
- Havet (2008)

## Priser och utmärkelser
- Bookerpriset 2005 för The Sea
- Franz Kafka-priset 2011
- Österrikiska statens pris för europeisk litteratur 2013